# Verlag der Autoren
Der Verlag der Autoren in der Rechtsform einer GmbH & Co. KG ist ein Theaterverlag sowie eine Drehbuch-, Hörspiel-, Choreographie- und Literaturagentur. Der Geschäftssitz ist in Frankfurt am Main.

## Geschichte
Der Verlag der Autoren wurde 1969 von einigen Autorinnen und Autoren sowie ehemaligen Suhrkamp-Lektoren zunächst als Theaterverlag nach einem Modell der Mitbestimmung gegründet. Heute vertritt er Kreative, die für Theater, Prosa, Hörspiel, Film und Fernsehen arbeiten, außerdem die Choreographen Richard Siegal, Benjamin Millepied und, für die Bausch Foundation, das choreographische Werk von Pina Bausch. Seit 1980 hat der Verlag auch ein kleines Buchprogramm, bestehend vor allem aus Ausgaben der „Theaterbibliothek“, der „Filmbibliothek“, theoretischen Schriften zu Theater und Film, und der jährlich erscheinenden Anthologie „Spielplatz“ mit internationalen Kinder- und Jugendtheaterstücken.
Der Verlag hat sich seine wirtschaftliche Unabhängigkeit bis heute bewahrt. Er gehört denen, die für ihn schreiben und arbeiten. Seine Autorinnen und Autoren, Mitarbeiterinnen und Mitarbeiter bestimmen in der Gesellschafterversammlung die wirtschaftliche und programmatische Entwicklung des Verlags. 
Als Chronik der Lektoren erschien 2011 eine Verlagsgeschichte aus Sicht der ehemaligen Suhrkamp-Mitarbeiter, in der sie ihren Weg vom „Aufstand der Lektoren“ bis hin zum eigenen Verlag beschreiben.
Nach dem Vorbild des Verlags der Autoren gründeten 1971 einige Autoren-Filmer in München den Filmverlag der Autoren.

## Theaterautorinnen und -autoren des Verlags (Auswahl)
- Konrad Bayer
- Ad de Bont
- Thea Dorn
- Hans Magnus Enzensberger
- Jenny Erpenbeck
- Rainer Werner Fassbinder
- Dario Fo
- Dieter Forte
- Wilhelm Genazino
- Jean Genet
- Anna Gmeyner
- Nino Haratischwili
- Elke Heidenreich
- Rudolf Herfurtner
- Ulrich Hub
- Gert Jonke
- Bernard-Marie Koltès
- Tom Lanoye
- Amanda Lasker-Berlin
- Dea Loher
- Kristof Magnusson
- Wajdi Mouawad
- Emine Sevgi Özdamar
- Gerhard Rühm
- Sasha Marianna Salzmann
- Susan Sontag
- Wladimir Sorokin
- Kerstin Specht
- Martin Sperr
- F. K. Waechter
- Theresia Walser
- Urs Widmer
- Ingeborg von Zadow

## Drehbuchautorinnen und -autoren (Auswahl)
- Arend Agthe
- Sönke Andresen
- Emily Atef
- Khyana el Bitar
- Jan Cronauer
- Stefan Dähnert
- Dörte Franke
- Felix Huby
- Wolfgang Kirchner
- Gernot Krää
- Peter Lilienthal
- Conni Lubek
- Alexandra Maxeiner
- Beatrice Meier
- Richard Reitinger
- Edgar Reitz
- Helma Sanders-Brahms
- Christian Schiller
- Susanne Schneider
- Hartmut Schoen
- Titus Selge
- Rolf Silber
- Wolfgang Stauch
- Peter Steinbach
- Ulli Stephan
- Ruth Toma
- David Ungureit
- Steffen Weinert
- Wim Wenders
- Marianne Wendt

## Hörspielautorinnen und -autoren (Auswahl)
- Walter Adler
- Alfred Behrens
- Hermann Bohlen
- Ludwig Fels
- Heiner Goebbels
- Richard Hey
- Renke Korn
- Ursula Krechel
- Gert Loschütz
- Bernd Schroeder
- Hubert Wiedfeld
- Wolf Wondratschek

## Preise und Auszeichnungen
- 1995: ASSITEJ Preis
- 2014: Binding-Kulturpreis[2]
- 2023: Deutscher Verlagspreis[3]